# جوليس هدسون
جوليس هدسون (بالإنجليزية: Jules Hudson)‏ هو عالم آثار ومقدم تلفزيوني بريطاني، ولد في 9 يناير 1970.